# Platymantis vitiensis
Platymantis vitiensis é uma espécie de anfíbio da família Ranidae wndémico das ilhas Fiji.
Os seus habitats naturais são: florestas subtropicais ou tropicais húmidas de baixa altitude, rios, pastagens, plantações , jardins rurais e florestas secundárias altamente degradadas. É também um dos poucos anfíbios capazes de tolerar ocasionalmente a água salgada.
Está ameaçada por perda de habitat.